# Abrin
Abrin ist ein pflanzliches Toxin der Paternostererbse  (auch: Abrusbohne, Abrus precatorius) und zählt zu den tödlichsten Giften überhaupt. Die tödliche Dosis wird je nach Verabreichungsweg auf ca. 0,1 bis 1000 µg/kg Körpergewicht geschätzt. Chemisch ist Abrin ein Lektin und ist mit dem Ricin von Ricinus communis verwandt. Abrin ist ein Hemmstoff der Proteinbiosynthese.

## Vorkommen

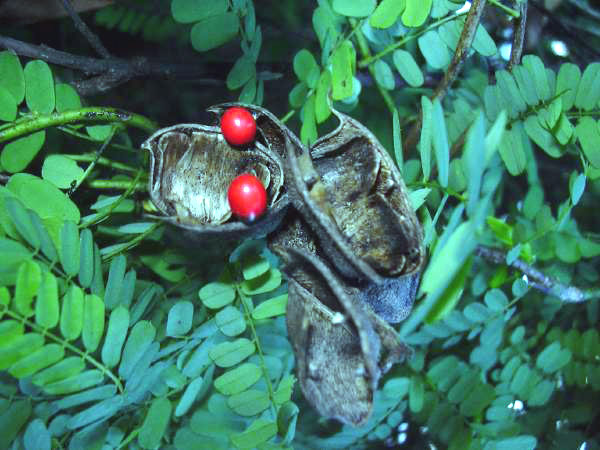
Samen der Paternostererbse (rot), Quelle von Abrin

Das Toxin Abrin wird in der Natur ausschließlich von der Paternostererbse gebildet. In den Samen der Paternostererbsen ist 0,08 % Abrin enthalten. Das Toxin liegt im Inneren der Samen vor und ist von der Samenschale vor einer Freisetzung geschützt. Wird die Samenschale verletzt oder zerstört (z. B. durch Kauen), kann das in den Samen enthaltene Toxin freigesetzt werden.

## Gewinnung
Für die Isolierung von Abrin sind in der Literatur verschiedene Methoden beschrieben worden. Im Allgemeinen basieren sie auf einer wässrigen Extraktion des Proteins im sauren pH-Bereich gefolgt von verschiedenen Aufreinigungsschritten. Fremdproteine können mit Hilfe der Affinitätschromatographie an Sepharose 4B abgetrennt werden. Zur Abtrennung der Abrusagglutinine eignet sich die Ionenaustauschchromatographie oder die Zentrifugation in einem Saccharosegradienten. Die Ausbeute ist auf Grund des geringen Gehalts an Abrin in den Samen beschränkt.
Das toxische Prinzip des Abrins, die A-Kette von Abrin a, kann biotechnologisch mit Hilfe gentechnisch veränderter E.-coli-Bakterien produziert werden.

## Biochemie

### Biochemische Eigenschaften

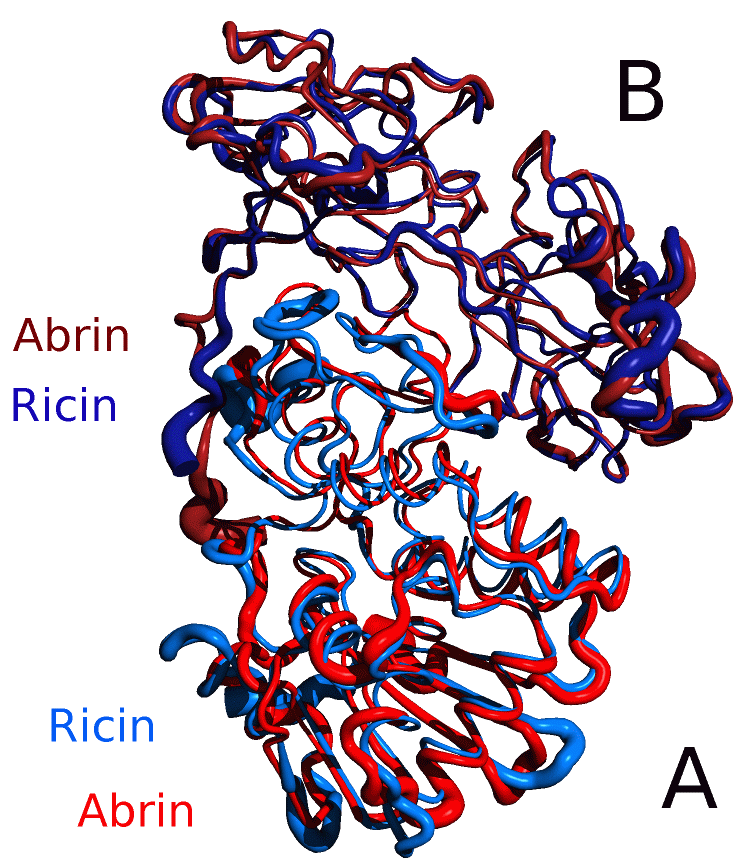
Vergleich von Ricin (Blautöne) und Abrin (Rottöne). Die beiden Proteine weisen eine hohe Ähnlichkeit auf.

Abrin ist in isolierter und gereinigter Form ein weißes bis bräunlich-gelbes Pulver. Es ist wasserlöslich und hitzeempfindlich.
Chemisch ist Abrin ein Stoffgemisch, welches weiter in die vier Isotoxine (Abrin a, b, c und d) unterteilt werden kann. Gelegentlich wird auch das biochemisch völlig verschiedenartige und untoxische Abrushämagglutinin als fünftes Protein unter der Sammelbezeichnung Abrin miterfasst.
Abrin a ist das wirksamste der vier toxischen Proteine. Es wird durch ein intronfreies Gen kodiert. Das Primärprodukt der Proteinbiosynthese, das Präproabrin, besteht aus einer Signalpeptidsequenz, den Aminosäuresequenzen für die Untereinheiten A und B und einem Linker. Das aus 528 Aminosäuren bestehende und etwa 65 kDa große Abrin-a-Molekül wird nach Abspaltung einer Signalpeptidsequenz und posttranslationalen Modifikationen, wie Glycosylierung und Disulfidbrückenbildung, im Endoplasmatischen Reticulum (ER) gebildet. In seiner Struktur ist Abrin a dem Ricin des Wunderbaums verwandt.

## Toxikologie
Vergiftungssymptome sind Durchfall, Erbrechen, Kolik, Tachykardie (Pulsbeschleunigung) und Tremor (Schütteln). Der Tod tritt nach Tagen durch Nierenversagen, Herzversagen und/oder Atemlähmung ein.

### Toxizität
Die Toxizität von Abrin ist von der Art der Verabreichung abhängig. Über die Höhe der tödlichen Dosis beim Menschen nach oraler Aufnahme existiert kein Konsens. Zwar wird angenommen, dass die Einnahme von bereits 0,1 bis 1 µg/kg Körpergewicht bzw. der Verzehr eines einzigen Samen der Paternostererbse tödlich sein können, doch diese Angaben sind nicht hinreichend belegt. Anderen Schätzungen zufolge beträgt der LD50-Wert zwischen 10 und 1000 µg/kg und ist mit dem des Ricins vergleichbar.
Deutlich toxischer ist Abrin nach intravenöser Verabreichung. Die tierexperimentell ermittelten LD50-Werte variieren in Abhängigkeit von der Tierart zwischen 0,03 und 0,06 µg/kg beim Kaninchen und 1,25 bis 1,3 µg/kg beim Hund. In klinischen Studien an Krebspatienten wurden bis zu 0,3 µg/kg i.v. eines Abrin-Immunotoxins ohne schwerwiegende toxische Symptome vertragen.
Relevant ist ebenfalls die Toxizität von Abrin nach Inhalation. Bei Ratten liegt die LD50 für diesen Aufnahmeweg bei 3,3 µg/kg. Dem gegenüber gibt es keine Hinweise auf eine Toxizität nach Hautkontakt.

### Wirkweise (Toxikodynamik)
In seiner Wirkweise gleicht Abrin dem Ricin. Abrin gehört wie Ricin zur Gruppe der Ribosomeninaktivierenden Proteine (RIP) des Typs 2 (RIP-II). Seine toxische Wirkung ist auf einen mehrstufigen Prozess zurückzuführen, welcher eine Zellbindung, einen Transport durch die Zelle, eine Aktivierung im Endoplasmatischen Reticulum (ER) und letztlich eine fatale Hemmung der Proteinbiosynthese einschließt. Im Vergleich mit Ricin ist Abrin die potentere proteinbiosynthesehemmende Substanz.
Die B-Kette des Abrins, welches als Haptomer fungiert, ermöglicht die unspezifische Bindung an Glycoprotein der Zelloberfläche. Zusätzlich kann Abrin spezifisch an Zellen, die den Mannoserezeptor tragen, binden. Da dieser Rezeptor in besonders hoher Dichte auf Zellen des retikulohistiozytären Systems vorkommen, ist insbesondere dieses System von der Toxizität des Abrins betroffen. Sowohl die spezifische als auch die unspezifische Bindung führen zu einer Aufnahme von Abrin in die Zelle durch Endozytose, verbunden mit einem Transport von der Zellmembran in das Endoplasmatische Reticulum (ER) und einer Aktivierung der A-Kette durch Abspaltung der B-Kette. Die in die Zelle aufgenommene aktivierte A-Kette des Abrins, das Effektomer, hemmt die Proteinbiosynthese, indem es ein Adenin (A4324) der 28S-rRNA der Ribosomen abspaltet.

### Toxikokinetik
Zur Toxikokinetik von Abrin liegen nur wenige und zum Teil kontroverse Informationen vor. Auf Grund seiner biochemischen Eigenschaften und seiner Ähnlichkeit mit Ricin wird angenommen, dass Abrin im Magen-Darm-Trakt zumindest teilweise abgebaut wird. Die Molekülgröße schränkt zudem die Aufnahme durch den Magen-Darm-Trakt ein. Dennoch bestätigen die zahlreichen Todesfälle nach Verzehr von Paternostererbsensamen, dass zumindest ein kleiner Teil des Toxins über den Magen-Darm-Trakt in den systemischen Kreislauf aufgenommen werden kann.
Tierexperimentelle Studien an der Maus zeigen eine Anreicherung von Abrin nach Injektion in Leber, Nieren, Milz, Blutzellen, Lunge und Herz. Die Ausscheidung erfolgt nach proteolytischer Spaltung über die Nieren und den Urin.

## Verwendung

### Medizinische Anwendung
Verschiedene Pflanzenteile der Paternostererbse, einschließlich der Samen, finden in der traditionellen ayurvedischen Medizin Anwendung. Darüber hinaus besitzt Abrin, als freies Toxin oder als Immunotoxin in Komplex mit einem Antikörper, zumindest unter experimentellen Bedingungen eine Antitumorwirkung auf verschiedene Krebsformen. Im Jahr 1891 war es Paul Ehrlich gelungen, Mäuse mit „Antiabrin“ gegen dieses Gift zu immunisieren.

### Potenzielle Verwendung als Biowaffe
Auf Grund seiner hohen Toxizität und der Möglichkeit der Verarbeitung in ein Aerosol ist eine Verwendung von Abrin als Biowaffe prinzipiell möglich. Dem gegenüber steht der geringe Ertrag, welcher einen größeren Einsatz ausschließt. Abrin ist in den USA als sogenanntes Selected Agent, eine Substanz mit einer potenziellen Gefahr für die öffentliche Sicherheit und Gesundheit, eingestuft. In Deutschland unterliegt Abrin im Gegensatz zu Ricin nicht dem Kriegswaffenkontrollgesetz.